# وبگاه اخبار جعلی
سایت اخبار جعلی (انگلیسی: Fake news website) (همچنین به عنوان وب‌سایت‌های خبر هواکس اشاره می‌شود.) وب‌سایت‌های اینترنتی هستند که به‌طور عمدی اخبار جعلی را تبلیغ می‌کنند که موارد تبلیغاتی و غیرواقعی را به عنوان اخبار واقعی می‌دانند که اغلب با استفاده از رسانه‌های اجتماعی برای بالابردن ترافیک این سایت‌ها و تقویت اثر آن فعالیت می‌کنند.
برخلاف تارنمای خبر، وب‌سایت‌های خبر جعلی عمداً تلاش می‌کنند که این اخبار را به عنوان اخبار مشروع دانسته و برای آن ارزش قائل شوند، که اغلب برای سود مالی یا سیاسی فعالیت می‌کنند. چنین سایت‌هایی در آلمان، اندونزی، فیلیپین، سوئد، میانمار و ایالات متحده به اشتباهات سیاسی می‌پردازند. بسیاری از سایت‌ها از روسیه، مقدونیه، رومانی و ایالات متحده میزبانی یا توسط آن‌ها تبلیغ می‌شوند.

## راه‌های مقابله با اخبار جعلی یا فیک نیوزها
امروزه راهکارها و پیشنهادها زیادی برای جلوگیری از نشر فیک‌نیوز (FakeNews) شده‌است. راهکارهای نرم‌افزاری که شرکت‌های بزرگ مانند گوگل و فیسبوک ارائه کرده‌اند تا بحث‌های آموزشی که به مخاطب در این رابطه داده می‌شود؛ ولیکن نکته ای را که باید توجه کرد این است که: اولاً امکانات نرم‌افزاری شاید هیچگاه نخواهند توانست خبر اصلی را از فیک‌نیوز (FakeNews) تمیز دهند! چرا که گاهی منبع انتشار این اخبار فیک برخی رسانه‌های معتبر و حرفه‌ای می‌باشند، ثانیاً به دلیل آنچه که در مورد اول گفته شد و همچنین منابع خبری در دسترس شاید تمیز خبر صحیح از فیک‌نیوز (FakeNews) برای خیلی از مخاطبین ممکن نباشد.
به همین دلیل شاید یکی از بهترین راهکارهای مقابله با فیک‌نیوز (FakeNews) کنترل بوسیله عوامل انسانی باشد. نیروهای متخصصی که دارای تجربه و تخصص در زمینه تجزیه و تحلیل اخبار داشته باشند که از جمله آنها می‌توان به خبرنگاران و تیم‌های خبری حرفه ای اشاره نمود. برای نمونه استفاده از عوامل انسانی در راستای شناسایی اخبار جعلی به کمپانی فیسبوک در آلمان و هندوستان اشاره نمود.